# Мартимъяврйок
Мартимъяврйок — река в России, протекает по Кольскому району Мурманской области. Устье реки находится в 19 км от устья реки Эйнч по левому берегу, на высоте 136 м над уровнем моря. Длина реки составляет 17 км.

## Данные водного реестра
По данным государственного водного реестра России относится к Баренцево-Беломорскому бассейновому округу, водохозяйственный участок реки — Воронья от гидроузла Серебрянское 1 и до устья. Речной бассейн реки — бассейны рек Кольского полуострова, впадает в Баренцево море.
Код объекта в государственном водном реестре — 02010000812101000003836.